# Постоянная Чемпернауна
Постоянная Чемпернауна — трансцендентная действительная константа, чьё разложение на десятичные дроби обладает определёнными важными свойствами. Названа в честь английского экономиста и математика Дэвида Чемпернауна (англ. D. G. Champernowne), который опубликовал о ней работу в 1933 году будучи студентом.
Для десятичной системы счисления, данное число, обозначаемое обычно как {\displaystyle C_{10}}, определяется как конкатенация следующих друг за другом положительных целых чисел:
{\displaystyle 0{,}12345678910111213141516\dots }.
Постоянная Чемпернауна также может быть сконструирована в других системах счисления похожим способом. К примеру:
{\displaystyle C_{2}=0{,}11011100101110111\dots _{2}},
{\displaystyle C_{3}=0{,}12101112202122\dots _{3}}.
Постоянные Чемпернауна могут быть выражены в точности как бесконечный ряд:
{\displaystyle C_{m}=\sum _{n=1}^{\infty }{\frac {n}{10_{b}^{{\big (}{\sum }_{k=1}^{n}\left\lceil \log _{10_{b}}(k+1)\right\rceil {\big )}}}}},
где {\displaystyle \lceil {x}\rceil } — округление {\displaystyle x} вверх, {\displaystyle 10_{b}^{~x}=b^{x}} в десятичной системе счисления, {\displaystyle \log _{10_{b}}(x)=\log _{b_{10}}(x)} и {\displaystyle b} — система счисления для постоянной.